# Paracolurella aemula
Paracolurella aemula är en hjuldjursart som först beskrevs av Myers 1934.  Paracolurella aemula ingår i släktet Paracolurella och familjen Lepadellidae. Inga underarter finns listade i Catalogue of Life.